# Carlos Bastos Netto
Carlos Bastos Netto (Rio de Janeiro, 30 de agosto de 1889 – 14 de abril de 1976) foi um médico brasileiro.
Graduado pela Faculdade de Medicina do Rio de Janeiro em 1912. Foi eleito membro da Academia Nacional de Medicina em 1923, sucedendo Clemente Miguel da Cunha Ferreira na Cadeira 04, que tem Henrique Dias Duque Estrada como patrono.